# Panayótis Benákis
Pour les articles homonymes, voir Benakis.
Panayótis Benákis (grec moderne : Παναγιώτης Μπενάκης) est né vers 1700 à Kalamata, dans la Grèce ottomane, et décédé à Livourne, dans le grand-duché de Toscane, en 1771. C’est un notable et un révolutionnaire grec, lié notamment à la Révolution d’Orloff.
Fils de Benou Psaltis et de Stathoula Gerakaris (fille du premier bey du Magne Limberákis Gerakáris), il se lance dans le commerce et amasse une immense fortune. Il devient alors l’un des plus importants notables du Péloponnèse et les autorités ottomanes tentent de le circonvenir.
En 1767, il se rend à la cour de Catherine II de Russie et cherche à organiser une révolte des Grecs. Avec son argent, il équipe un corps de Maniotes, avec lesquels il prend part à la Révolution d’Orloff. Une fois la rébellion matée, il se réfugie sur l’île de Naxos, alors occupée par la flotte russe, et envoie sa famille à Cythère, possession de Venise. 
Après la signature du traité de Küçük Kaynarca entre la Russie et l’Empire ottoman, il décide de retourner à Saint-Pétersbourg pour y rencontrer à nouveau l’impératrice. Il est cependant empoisonné durant son voyage à Livourne, peut-être par des officiers russes craignant qu’il dénonce leurs erreurs stratégiques durant la Révolution d’Orloff. 